# Trzcianka
Trzcianka (in tedesco Schönlanke) è un comune urbano-rurale polacco del distretto di Czarnków e Trzcianka, nel voivodato della Grande Polonia.
Ricopre una superficie di 375,33 km² e nel 2010 contava 23 823 abitanti.